# Dialecto navarro-labortano del euskera

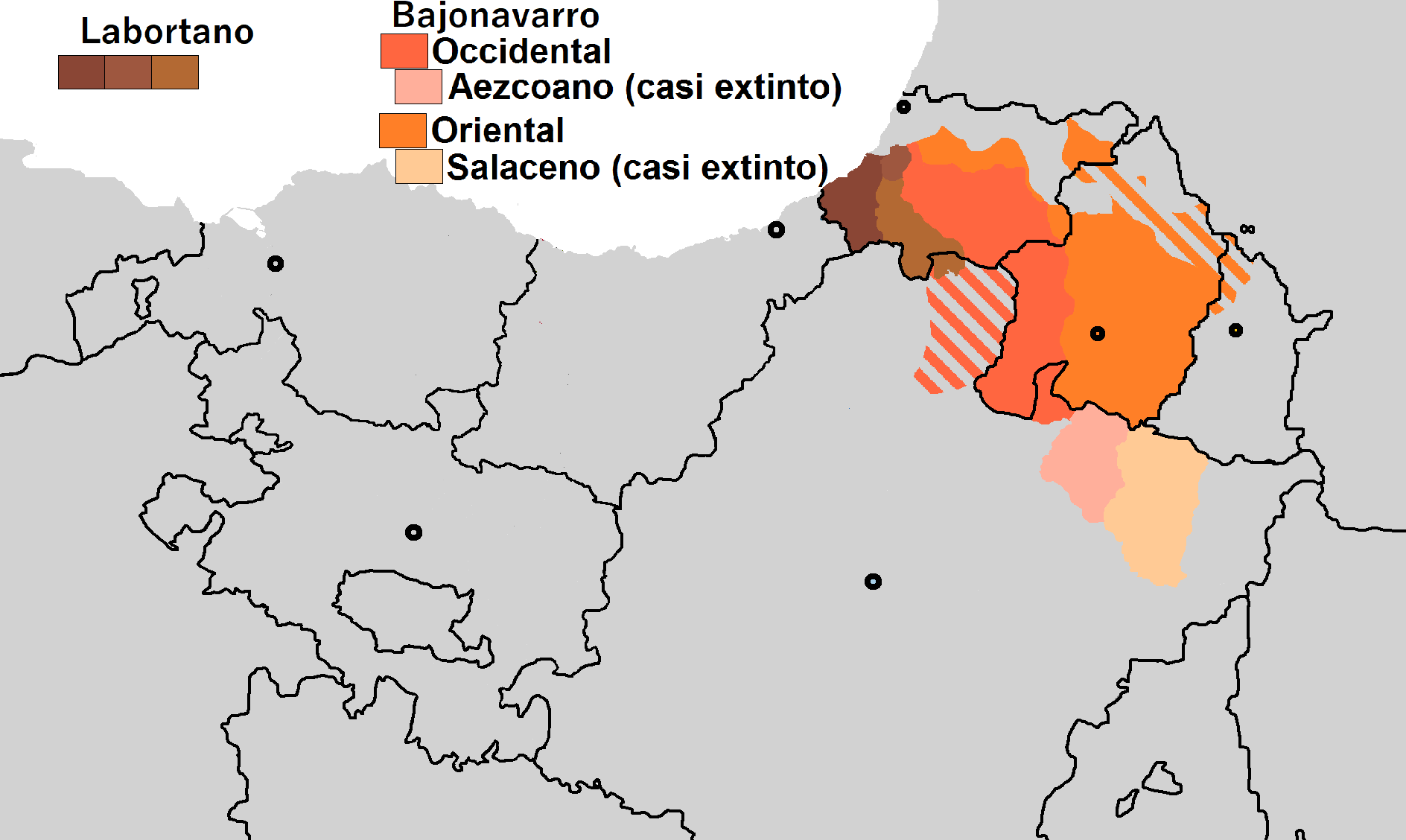
Dialectos labortanos-bajonavarros.

El dialecto navarro-labortano o dialecto navarro-laburdino del euskera (Nafar-lapurtera, en lengua vasca) es el dialecto del vasco hablado en los territorios vascofranceses de Labort y Baja Navarra y en el norte de la provincia de Navarra.

## Vocabulario comparado
| Labortano (Urdax/Zugarramurdi) | Bajonavarro (Valcarlos) |
| ------------------------------ | ----------------------- |
| Aalkea                         | Ahalgia                 |
| Ilea                           | Bilua/ilia              |
| Begarria/bearria               | Beharria                |
| Lanoa/lainoa                   | Lanhoa                  |
| Ordua/orena                    | Orena                   |
| Bortz/borst                    | Bost                    |
| Lauetanogoi/lauogoi            | Lauetanogoi             |
| Ongi etorri                    | Ontsa jin               |